# Alpha Toukouara
Alpha Toukouara (auch: Alpha Toukou Kouara) ist ein Weiler im Arrondissement Niamey IV der Stadt Niamey in Niger.

## Geographie
Der Weiler liegt am östlichen Rand des ländlichen Gemeindegebiets von Niamey am Trockental Kori de Ouallam. Zu den umliegenden Siedlungen zählen das Dorf Kongou Gorou im Norden, der Weiler Kongou Laba im Nordosten, das Dorf Saga Gorou I im Südwesten, das Dorf Gorou Keyna und der Weiler Gorou Kaina im Westen sowie das Dorf Kongou Zarmagandey im Nordwesten.

## Bevölkerung
Bei der Volkszählung 2012 hatte Alpha Toukouara 563 Einwohner, die in 77 Haushalten lebten. Bei der Volkszählung 2001 betrug die Einwohnerzahl 71 in 11 Haushalten.